# Acta de los Aventureros
El Acta de los Aventureros es un Acta del Parlamento de Inglaterra con el título completo de Un acta para los rápidos y efectivos reduciendo a los rebeldes en el Reino de Irlanda de su Majestad. Fue aprobada por el denominado Parlamento largo inglés, el 19 de marzo de 1642 con el propósito de aumentar los fondos para luchar contra la Rebelión irlandesa de 1641. El acta invitaba a miembros del público a invertir 200 libras por las cuales recibirían a cambio 1000 acres (4 km²) de tierras confiscadas a los rebeldes en Irlanda. El gobierno inglés preparó 10 000 km² de tierra para este propósito.
El Acta de los Aventureros se extendió y amendó por otras tres actas, el Acta de Subscripción de las tierras de los Aventureros Irlandeses 1640 (c.34), Acta de Subscripción de las tierras de los Aventureros Irlandeses 1640 (c.35), y el Acta de los Irlandeses Rebeldes (c.37). Todas recibieron Confirmación Real en el verano de 1642, justo antes del comienzo de la guerra civil inglesa pero usualmente se las refiere como a las actas de 1640, año en que el Parlamento largo comenzó a funcionar. La Ley de Aventureros, y las otras tres leyes (C.33 a 35, y 37), fueron derogados por la Ley del Estatuto de Revisión Legislativa de 1950.